# Personaggi di Melevisione
Questa pagina contiene un elenco dei personaggi presenti nel programma televisivo Melevisione.

Tonio e Milo, i due folletti del Fantabosco

Alcuni personaggi hanno preso parte in molte occasioni a diversi altri programmi televisivi (come per esempio Trebisonda, Soliti ignoti - Identità nascoste e La posta di YoYo), uscendo così dal Fantabosco e andando a finire nel "mondo reale della TV", o come lo chiamano loro, "Città Laggiù".

## Personaggi
|                             | Personaggio               | Interprete                 | Stagione | Stagione | Stagione | Stagione | Stagione | Stagione | Stagione | Stagione | Stagione | Stagione | Stagione | Stagione | Stagione | Stagione | Stagione | Stagione | Stagione | N. Stagioni |
| 1                           | Personaggio               | Interprete                 | 2        | 3        | 4        | 5        | 6        | 7        | 8        | 9        | 10       | 11       | 12       | 13       | 14       | 15       | 16       | 17       |          | N. Stagioni |
| --------------------------- | ------------------------- | -------------------------- | -------- | -------- | -------- | -------- | -------- | -------- | -------- | -------- | -------- | -------- | -------- | -------- | -------- | -------- | -------- | -------- | -------- | ----------- |
| Folletti e Follette         | Tonio Cartonio            | Danilo Bertazzi            |          |          |          |          |          |          |          |          |          |          |          |          |          |          |          |          |          | 6           |
| Folletti e Follette         | Milo Cotogno              | Lorenzo Branchetti         |          |          |          |          |          |          |          |          |          |          |          |          |          |          |          |          |          | 12          |
| Folletti e Follette         | Nina Corteccia            | Marina Rocco               |          |          |          |          |          |          |          |          |          |          |          |          |          |          |          |          |          | 3           |
| Lupi                        | Lupo Fosco                | Fabio Farronato            |          |          |          |          |          |          |          |          |          |          |          |          |          |          |          |          |          | 1           |
| Lupi                        | Lupo Lucio                | Guido Ruffa                |          |          |          |          |          |          |          |          |          |          |          |          |          |          |          |          |          | 16          |
| Fate                        | Fata Gaia                 | Simona Grosso              |          |          |          |          |          |          |          |          |          |          |          |          |          |          |          |          |          | 4           |
| Fate                        | Fata Lina                 | Paola D'Arienzo            |          |          |          |          |          |          |          |          |          |          |          |          |          |          |          |          |          | 14          |
| Streghe e Maghi             | Strega Rosarospa          | Tatiana Lepore             |          |          |          |          |          |          |          |          |          |          |          |          |          |          |          |          |          | 1           |
| Streghe e Maghi             | Strega Salamandra         | Roberta Triggiani          |          |          |          |          |          |          |          |          |          |          |          |          |          |          |          |          |          | 5           |
| Streghe e Maghi             | Strega Varana             | Zahira Berrezouga          |          |          |          |          |          |          |          |          |          |          |          |          |          |          |          |          |          | 12          |
| Streghe e Maghi             | Drollo                    | Diego Iannaccone           |          |          |          |          |          |          |          |          |          |          |          |          |          |          |          |          |          | 2           |
| Streghe e Maghi             | Mago Mandrago             | Marco Mazza                |          |          |          |          |          |          |          |          |          |          |          |          |          |          |          |          |          | 1           |
| Orchi e Orchesse            | Orco Bruno                | Massimo Bitossi            |          |          |          |          |          |          |          |          |          |          |          |          |          |          |          |          |          | 2           |
| Orchi e Orchesse            | Orco Baleno               | Massimiliano Sbarsi        |          |          |          |          |          |          |          |          |          |          |          |          |          |          |          |          |          | 1           |
| Orchi e Orchesse            | Orco Rubio                | Giuseppe Loconsole         |          |          |          |          |          |          |          |          |          |          |          |          |          |          |          |          |          | 5           |
| Orchi e Orchesse            | Orco Manno                | Diego Casalis              |          |          |          |          |          |          |          |          |          |          |          |          |          |          |          |          |          | 9           |
| Orchi e Orchesse            | Orchidea                  | Barbara Abbondanza         |          |          |          |          |          |          |          |          |          |          |          |          |          |          |          |          |          | 10          |
| Orchi e Orchesse            | Orchetto Leo              | Mauro Parrinello           |          |          |          |          |          |          |          |          |          |          |          |          |          |          |          |          |          | 1           |
| Reali                       | Principessa/Regina Odessa | Carlotta Jossetti          |          |          |          |          |          |          |          |          |          |          |          |          |          |          |          |          |          | 16          |
| Reali                       | Principe/Re Giglio        | Enrico Dusio               |          |          |          |          |          |          |          |          |          |          |          |          |          |          |          |          |          | 14          |
| Reali                       | Re Quercia                | Diego Casale               |          |          |          |          |          |          |          |          |          |          |          |          |          |          |          |          |          | 5           |
| Reali                       | Balia Bea                 | Licia Navarrini            |          |          |          |          |          |          |          |          |          |          |          |          |          |          |          |          |          | 14          |
| Reali                       | Jolly Cembalo             | Paola Roman                |          |          |          |          |          |          |          |          |          |          |          |          |          |          |          |          |          | 2           |
| Reali                       | Gatta Sibilla             | Ilaria Fratoni             |          |          |          |          |          |          |          |          |          |          |          |          |          |          |          |          |          | 4           |
| Reali                       | Principe Leo degli Elfi   | Luca Avallone              |          |          |          |          |          |          |          |          |          |          |          |          |          |          |          |          |          | 3           |
| Reali                       | Principessa Belinda       | Maria Valentina Principi   |          |          |          |          |          |          |          |          |          |          |          |          |          |          |          |          |          | 3           |
| Gnome e Gnomi               | Gnoma Linfa               | Olivia Manescalchi         |          |          |          |          |          |          |          |          |          |          |          |          |          |          |          |          |          | 10          |
| Gnome e Gnomi               | Gnomo Ronfo               | Giancarlo Judica Cordiglia |          |          |          |          |          |          |          |          |          |          |          |          |          |          |          |          |          | 9           |
| Gnome e Gnomi               | Gnomo Lampo               | Lorenzo Fontana            |          |          |          |          |          |          |          |          |          |          |          |          |          |          |          |          |          | 3           |
| Gnome e Gnomi               | Gnoma Filla               | Elena Canone               |          |          |          |          |          |          |          |          |          |          |          |          |          |          |          |          |          | 1           |
| Gnome e Gnomi               | Gnomo Eco                 | Enrico Dusio               |          |          |          |          |          |          |          |          |          |          |          |          |          |          |          |          |          | 1           |
| Gnome e Gnomi               | Gipo Scribantino          | Oreste Castagna            |          |          |          |          |          |          |          |          |          |          |          |          |          |          |          |          |          | 3           |
| Gnome e Gnomi               | Gnomo Martino             | Armando Pizzuti            |          |          |          |          |          |          |          |          |          |          |          |          |          |          |          |          |          | 4           |
| Geni e Geniette             | Genio Abù Ben Set         | Alessandro Pisci           |          |          |          |          |          |          |          |          |          |          |          |          |          |          |          |          |          | 1           |
| Geni e Geniette             | Genio Abù Zazà            | Fabio Troiano              |          |          |          |          |          |          |          |          |          |          |          |          |          |          |          |          |          | 4           |
| Geni e Geniette             | Shirin Scintilla          | Valentina Bartolo          |          |          |          |          |          |          |          |          |          |          |          |          |          |          |          |          |          | 7           |
| Geni e Geniette             | Amina Lucente             | Camilla Diana              |          |          |          |          |          |          |          |          |          |          |          |          |          |          |          |          |          | 1           |
| Cuochi di corte             | Cuoco Basilio             | Lando Francini             |          |          |          |          |          |          |          |          |          |          |          |          |          |          |          |          |          | 7           |
| Cuochi di corte             | Cuoco Zibibbo             | Eugenio Gradabosco         |          |          |          |          |          |          |          |          |          |          |          |          |          |          |          |          |          | 1           |
| Cuochi di corte             | Cuoco Danilo              | Danilo Bertazzi            |          |          |          |          |          |          |          |          |          |          |          |          |          |          |          |          |          | 4           |
| Scagnozzo di Grifo Malvento | Vermio Malgozzo           | Riccardo Forte             |          |          |          |          |          |          |          |          |          |          |          |          |          |          |          |          |          | 12          |
| Gazze ladre                 | Gazza Rubina              | Valeria Magnoni            |          |          |          |          |          |          |          |          |          |          |          |          |          |          |          |          |          | 1           |
| Gazze ladre                 | Gazza Rubezia             | Siddhartha Prestinari      |          |          |          |          |          |          |          |          |          |          |          |          |          |          |          |          |          | 1           |
| Capitana di vascello        | Naima del Mar             | Beatriz Luz Lattanzi       |          |          |          |          |          |          |          |          |          |          |          |          |          |          |          |          |          | 1           |
| Artisti di fiaba            | Mago Misterius            | Davide Nicolosi            |          |          |          |          |          |          |          |          |          |          |          |          |          |          |          |          |          | 1           |
| Artisti di fiaba            | Fiammetta                 | Giorgia Arena              |          |          |          |          |          |          |          |          |          |          |          |          |          |          |          |          |          | 2           |
| Artisti di fiaba            | Florimondo                | Nicola Canal               |          |          |          |          |          |          |          |          |          |          |          |          |          |          |          |          |          | 2           |
| Artisti di fiaba            | Allegra Melodica          | Caterina Sangineto         |          |          |          |          |          |          |          |          |          |          |          |          |          |          |          |          |          | 2           |

- Per un totale di 16 stagioni a cui hanno preso parte, Lupo Lucio e Principessa Odessa sono i personaggi più longevi della serie.
- L'attore Guido Ruffa è l'unico ad essere presente in tutta la serie: nella prima stagione come voce di Radio Gufo e di Drago Focus e dalla seconda nei panni di Lupo Lucio.
- Gli attori Danilo Bertazzi ed Enrico Dusio hanno interpretato ciascuno due personaggi differenti nel corso della serie: il primo è stato il folletto Tonio Cartonio dalla prima alla sesta stagione ed è rientrato nella quattordicesima nel ruolo di Cuoco Danilo fino al termine della serie, il secondo è stato lo gnomo Eco nella terza stagione mentre dalla quarta in poi ha vestito i panni di Principe/Re Giglio.
- Lo gnomo Lampo lascia temporaneamente la serie al termine della seconda stagione, rientra nel corso della terza (ep. 90) e abbandona definitivamente al termine della stessa.
- Lo gnomo Ronfo lascia temporaneamente la serie al termine della seconda stagione, rientra nel corso della terza (ep. 100) e abbandona definitivamente al termine della nona.
- La gnoma Linfa lascia temporaneamente la serie al termine della seconda stagione, rientra nel corso della terza (ep. 110), lascia nuovamente nel corso della sesta (ep. 69), rientra nel corso della stessa (ep. 147) e abbandona definitivamente nel corso della decima (ep. 118).
- Vermio Malgozzo lascia temporaneamente la serie al termine della sesta stagione e rientra in pianta stabile nel corso della settima (ep. 89).

### Tonio Cartonio
Attore: Danilo Bertazzi
Stagioni: 1-6 (1999 - 2004)

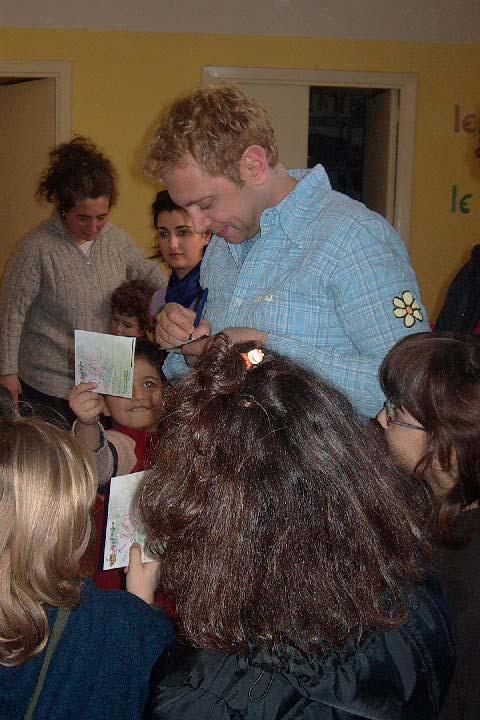
Danilo Bertazzi

Prima Apparizione: Con la carta si può -  Ultima apparizione e puntata di partenza: L'impresa di Tonio
Il primo folletto della Melevisione, fondatore del chiosco. Figlio di Mamma Tina e Papà Cartolino, apparteneva alla stirpe dei folletti Luminosi ed era il folletto bibitiere più bravo di tutti i Mondi di Fiaba. Le sue specialità erano il Tiramisuper, la Scivolizia, il Blumele e il Pioggialatte. Era anche molto bravo a costruire oggetti con la carta. Gli piaceva ballare e cantare, nonostante non fosse molto portato, ed era spesso disordinato. Era innamorato (e ricambiato) della gnoma Linfa, alla quale lascia una lettera d'amore prima di partire. La sua abitazione era ubicata nei pressi del Chiosco, ma, a seguito di un incendio provocato (per errore) da Orco Rubio, venne distrutta. Tutte le creature del Fantabosco provvederanno a costruirne una nuova nel corso dell'episodio "Tutto in una notte". A causa dell'affievolimento della Fiabola Magica, che consente ai mondi di fantasia di esistere, gli viene chiesto di partire in missione a Città Laggiù, per ravvivare fra i bambini la bellezza di narrare le storie, lasciando così il posto al folletto Milo Cotogno, un suo lontano parente. Qualche anno dopo partecipa al matrimonio dello gnomo Ronfo, dove ritrova la sua amata Linfa, e i due, più innamorati che mai, decidono di andare a vivere a Città Laggiù insieme.
Modi di dire: "Accipigna!", "Mamma folletta! (... Mamma folletta, e Nonna Tonina folletta prima di lei)", "Prima di subito!", "Folletto Folletto, cervello di foglietto! (portato via dal vento, vuoi stare un po’ più attento?)", "Folletto testa di vento!"
L’episodio incentrato sulla partenza di Tonio Cartonio, intitolato L'impresa di Tonio, andò in onda su Rai 3 nel pomeriggio del 5 febbraio 2004 e ottenne un risultato record dal punto di vista degli ascolti, con uno share pari al 22%.

### Milo Cotogno
Attore: Lorenzo Branchetti
Stagioni: 6-17 (2004 - 2015)

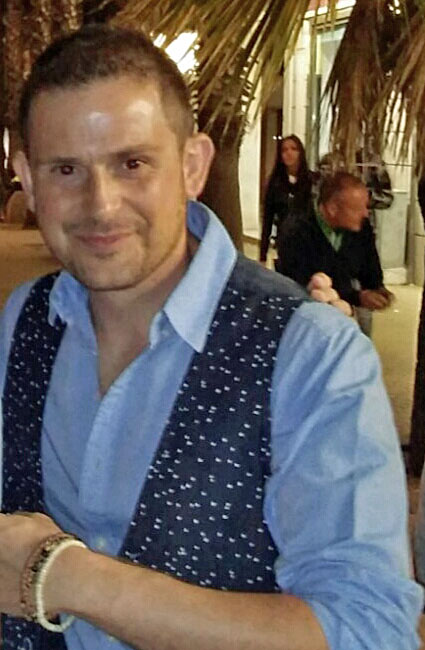
Lorenzo Branchetti

Prima apparizione: Un folletto partirà - Ultima apparizione: Una Balia per il Lupo
Proviene da un Regno di Fiaba molto lontano di nome Fiabiselva e appartiene alla specie dei Folletti Luminosi. È stato mandato al Fantabosco dall'Imperatore di tutte le Fiabe per prendere il posto di Tonio Cartonio, nel momento in cui quest'ultimo deve partire per Città Laggiù con lo scopo di raccontare fiabe ai bambini che, piano piano, se ne stanno dimenticando. Anche Milo è un esperto bibitiere: la sua specialità è la Moraviglia, una bibita color viola chiaro la cui ricetta si tramanda nella sua famiglia di generazione in generazione.
Dalla sua terra ha portato con sé una speciale coperta con sopra la luna, il sole e le stelle che si allunga e si allarga a mano a mano che lui cresce, regalo della sua Fata Madrina. Milo è stato adottato, ne parla con Balia Bea nella puntata "Il cappello dei figli amati", incentrata sul tema dell'adozione. Inoltre il folletto è molto innamorato di Fata Lina. I due hanno varie occasioni di baciarsi, nel corso delle puntate, occasioni che falliscono tranne che nella puntata "Principe per un istante", in cui baciando Fata Lina la libera da un incantesimo e riceve poi un suo bacio spontaneo e ne "Il Fuso Stregato", in cui stavolta è la fata a liberare Milo con un bacio. Nonostante il loro sentimento sia evidente, non hanno ancora reso il loro amore pubblico. Nell'ultima stagione si scopre che lui e Orco Manno sono parenti.
Modi di dire: "Accipigna!", "Mamma folletta!", "Milo Milo, non perdere il filo!", "Milo Cotogno, fatto di sogno, fatto di vento, folletto contento!"

### Lupo Lucio
Attore: Guido Ruffa
Stagioni: 2-17 (1999 - 2015)

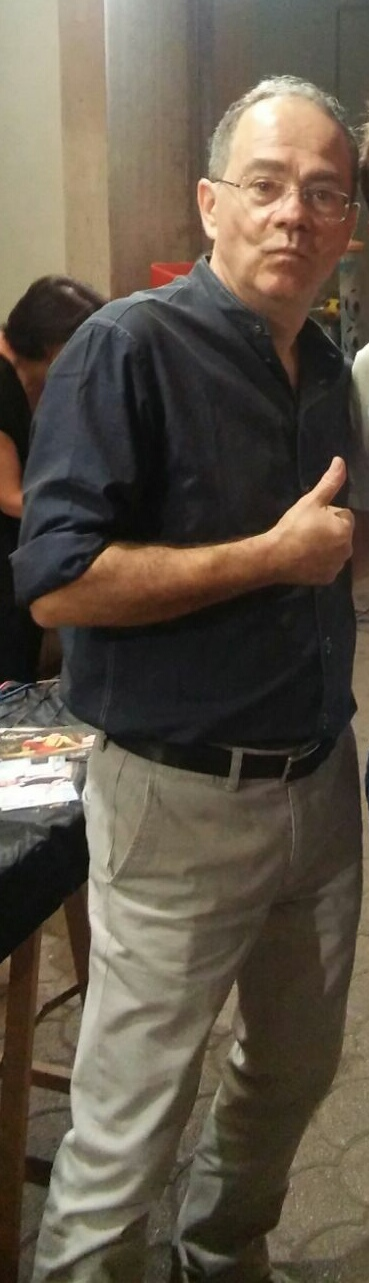
Guido Ruffa

Prima apparizione: Vita da lupo - Ultima apparizione: Una Balia per il Lupo
È il lupo del Fantabosco, successore di Lupo Fosco, con cui ha scambiato il territorio di caccia. Inizialmente cerca di catturare gli gnomi Lampo, Ronfo e Linfa e dopo Eco e Filla, ma anche Fata Lina, Shirin o Principessa Odessa per mangiarli, venendo puntualmente fermato in qualche modo. Abbandonato il proposito di catturarli, ha cominciato maggiormente a tendere agguati a porcellini, fagianelle, pecore, ecc.; la trappola che usa di più è la rete e a volte rimane vittima delle trappole che inventa. È quasi sempre in contrasto con i vari cuochi di corte delle cucine reali poiché cercava di mangiare le pietanze che preparavano. Al chiosco di Milo, la sua bibita preferita è il Tiramisuper nonostante faccia finta di detestarla e inoltre cerca quasi sempre di entrare nella sua cantina per sgranocchiare provviste. Non abbonda di coraggio, anche se più di una volta ha affrontato avversari temibili, soprattutto Sciupafiabe, per salvare il Fantabosco. Nonostante dica di essere feroce è in realtà amichevole e generoso, infatti era molto legato a Tonio e lo è anche a Milo ma è anche sfortunato da come lo si vede nell'episodio "Il più buono" quando cerca invano di pescare un pesce. Tifa per la squadra di calciopigna Lupina.
Durante lo scambio di territorio ha conosciuto Lupo Fosco e sono diventati amici.
Modi di dire: "Mamma Lupa!", "Zia Iena!", "Nonno sciacallo!", "È cattivo! È cattivissimo! Fa veramente schifo!"

### Principessa/Regina Odessa
Attrice: Carlotta Jossetti
Stagioni: 2-17 (1999 - 2015)
Prima apparizione: Il ballo del Melàstico - Ultima apparizione: Le cartalillere
È figlia di Re Quercia e di Regina Mimosa (quest'ultima è morta quando Principessa Odessa era piccola). È stata cresciuta con amore da Balia Bea, che è solita chiamarla ancora "Cocchina" nonostante sia grande. Da principessa era molto capricciosa e viziata ma anche gentile e generosa. Il dono ricevuto dalla sua fata madrina è la danza, difatti ha creato un suo ballo chiamato il Ballo del Melastico, ma è anche una brava cantante. Nelle prime stagioni portava l'apparecchio per i denti. Al chiosco la sua bibita preferita è la Favolizia. Sposando Principe Giglio diventa ufficialmente regina del regno del Fantabosco (unito a quello di Calicanto).
Modi di dire: "Fate madrine, aiutatemi voi!", "Mi sento svenire!", "È super-iper-extra-arci-ultra fantastico!"

### Principe/Re Giglio
Attore: Enrico Dusio
Stagioni: 4-17 (2001 - 2015)
Prima apparizione: L'eroe cacciamostri - Ultima apparizione: Pelliccia di Lupo
Fidanzato (e in seguito marito) di Principessa Odessa, Giglio Chiarocuore il Giovane, principe di Calicanto D'Oriente e del Fantabosco, è il figlio primogenito di Re Garofano e di Regina Ginestra. È un abilissimo cavaliere e gran gentiluomo, sempre pronto ad aiutare chi ne ha bisogno. È spesso impegnato in cacce, tornei ed altri giochi guerreschi, ed è anche chiamato a prove ed imprese eroiche, che affronta con coraggio in attesa di compiere la Grande Impresa, predetta il giorno della sua nascita da un potentissimo mago. Difatti, lo spadino che porta al fianco e che non sfodera mai, è riservato solo ed esclusivamente a quell'impresa. Sposato con Principessa Odessa (ci ha messo tanto tempo a chiederle la mano), diventa ufficialmente il Re del regno di Calicanto (unito a quello del Fantabosco).
Modi di dire: "Parola blu di sangue blu!", "Per tutte le lance dei tornei!", "Per mille spadini spuntati!"

### Fata Lina
Attrice: Paola D'Arienzo
Stagioni: 4-17 (2001 - 2015)
Prima apparizione: Acqua di fata - Ultima apparizione: Giganti in festa
È la fata del Fantabosco, succeduta a Fata Gaia. Fa parte della stirpe delle fate acquatiche, viene da Oltracque e la sua bibita preferita è la Spumosa, di cui conosce tutti gli ingredienti grazie ai suoi poteri acquatici. Appena arrivata al Fantabosco creava sempre pasticci con le sue magie, per questo veniva aiutata da Tonio, che si occupava anche di istruirla facendole studiare le filastrocche magiche lasciate da Fata Gaia. Nel corso della serie, supera l'esame per passare da Fata Praticante a Fata Assistente. Da poco, è diventata anche la Fata Madrina della Principessa Rosabella, cuginetta di Re Giglio. Inoltre Fata Lina, dopo aver avuto una presunta cotta per Genio Abù Zazà, è molto innamorata di Milo Cotogno. Tuttavia le loro molteplici occasioni di baciarsi falliscono, un po' per la reticenza di entrambi, un po' per interruzioni dovute ad avvenimenti in corso o ad altri personaggi. Non si sa quando i due decideranno di rendere il loro amore pubblico, come quello tra Re Giglio e Regina Odessa. Pur essendo giovane è molto potente dato che tiene testa a Strega Varana.
Modi di dire: "Pesce-pazienza abbocca alla mia lenza!", "Per gli alti salti di Re Salmone!", "Pesce alibut, aiutami tu!", "Grandi cascate!"

### Balia Bea
Attrice: Licia Navarrini
Stagioni: 4-17 (2002 - 2015)
Prima apparizione: Chi ha paura della Pignaccola? - Ultima apparizione: Una Balia per il Lupo
È la balia di Principessa Odessa. È materna, consolatrice, premurosa, apprensiva, sbrigativa ma è anche pettegola, infatti al Castello sa tutto di tutti. Conosce cure a base di erbe, perciò le sue tisane sono famose in tutto il Fantabosco, ma sa anche cucinare, ricamare e sbriga faccende domestiche. Da giovane ha avuto la Pignaccola (malattia fiabesca contagiosa che si può avere una sola volta nella vita). Balia Bea viene da Poverinia, un villaggio poverissimo, ed è diventata la balia della Principessa Odessa dopo aver preparato una pagnotta di pane con gli ingredienti donati dagli spiriti della natura, dimostrando così di essere in grado di occuparsi della figlia del re del Fantabosco. Molte volte dà del filo da torcere agli imbroglioni del Fantabosco tra cui Lupo Lucio e Vermio. Spesso viene chiamata da Strega Varana "Mozzarellona". Sa cucinare e preparare gustose ciambelle che Lupo Lucio cerca spesso di sottrarre. Essendo una balia, in testa, indossa il cappello dei figli amati. Nell'episodio della diciassettesima stagione intitolato "Una Balia per il Lupo", diventa la balia di Lupo Lucio. Il rapporto tra Balia Bea e il bambino spettatore, definito dalla balia "cuccioletto", si è consolidato a partire dalla settima stagione in poi, quando Balia Bea ha cominciato a sostituire Milo al chiosco in alcune puntate.
Modi di dire: "Cuciti bocca mia!", "Santa polenta!", "Santa minestrina!", "Per tutti i buchi senza ciambella!", "Ciao cuccioletto!", "Chi non lillera non lallera!"

### Strega Varana
Attrice: Zahira Berrezouga
Stagioni: 6-17 (2004 - 2015)
Prima apparizione: Il re stregato - Ultima apparizione: Le ricette di Melevisione: Il compleanno di Strillo
È l'ultima strega del Fantabosco, nel suo ordine è una Strega Viola molto potente, può fare svariati incantesimi tra cui incenerire, pietrificare, fulminare, far perdere la memoria o l'identità, trasformare le persone in animali. La sua bibita preferita è la Scivolizia che desidera avere con dei vermi o con la bava di rospo, i quali però non sono quasi mai disponibili. Colleziona uova di creature magiche e diaboliche. Strega Varana vuole impadronirsi di tutto il Fantabosco, nella speranza di poter diventare una Strega Nera, ma non ci riesce grazie ai piani che Milo e i suoi amici organizzano. Le formule dei suoi incantesimi sono rinchiuse nel suo Libro Nero. Vive nell'antro oscuro, la sua specialità è il Minestregone, che cucina sempre nel suo grande pentolone, e usa quest'ultimo anche per preparare filtri stregati. È sempre in contrasto con Fata Lina, nonché sua rivale, e Balia Bea. Prima di lei c'erano: Strega Salamandra e Strega Rosarospa. Ha paura di Re Quercia avendolo erroneamente pietrificato quando era appena arrivata al Fantabosco, non sapendo chi fosse poiché era vestito da viandante. Al suo arrivo aveva sulla sua fronte dei segni che connotavano le sue origini lontane. In seguito, questi segni sparirono a causa della scomparsa dell'ultimo esemplare di una farfalla, la Perfidiosa, catturata da Grifo Malvento e portata in dono a Principessa Odessa; dell'ultimo esemplare, Strega Varana tiene ancora il quadretto nel suo antro.
Modi di dire: "Bisce secche!", "Oh, scorpioni e tarantole!, "Per tutti i sorci verdi!", "Che mi venisse il colpo della Strega!", "Orribilmente bene!"

### Vermio Malgozzo
Attore: Riccardo Forte
Stagioni: 6-17 (2004 - 2015)
Prima apparizione: Vermio Malgozzo - Ultima apparizione: Le cartalillere
Vermio Viliberto Fangoso da Malgozzo inizialmente appare come il servitore-esattore delle tasse del barone Grifo Malvento, sempre pronto a creare disordine nel Fantabosco, molti suoi piani vengono rovinati da Milo Cotogno e dai suoi amici. Sempre in cerca di rubare Lilleri, pietre preziose e oggetti di valore. Molte volte trama, complotta e stringe alleanze con Strega Varana. Nell’ultimo episodio della 6ª stagione, dopo aver rubato la chiave d’oro nello studiolo del Re ingannandolo, viene da lui stesso esiliato per circa un anno, infatti poi torna della 7ª stagione nell’episodio “Il ritorno di Vermio”.
Modi di dire: "Non mi sono spiegato... Non mi avete capito..."

### Orchidea
Attrice: Barbara Abbondanza
Stagioni: 8-17 (2005 - 2015)
Prima apparizione: L'amore fra gli orchi - Ultima apparizione: Una fame da Lupo
Viene da Orchiburghia, il paese degli orchi. Da quando il suo fidanzato Orco Rubio è partito piantandola in asso si è fidanzata con il cugino Orco Manno. Orchidea è sempre allegra e spesso esplode in grandissime risate, inoltre è più sveglia rispetto a Orco Rubio. Anche lei possiede gli Stivali delle Sette Leghe. È forte, coraggiosa, ama ballare il Pestazzoccolo e fare gare a Cacciacerume. La sua bibita preferita è il Blumele.
Modi di dire: "Orco-sì!", "Orco-no!", “Non sono una principuzza!”, "Scamorzolone mio!", a cui si aggiungono tutti i termini storpiati del "Linguaggio Orchesco"

### Orco Manno
Attore: Diego Casalis
Stagioni: 9-17 (2007 - 2015)
Prima apparizione: Tracce di orco - Ultima apparizione: Sogni da Orco
Ultimo orco del Fantabosco, proviene dalla Contea di Sozzalanda ed è il cugino di Orco Rubio del quale è più intelligente. Abita in una grande grotta lasciatagli dal cugino. Orco Manno, pur essendo sporco, puzzolente e spettinato, è molto più gentile di Rubio. Molto più goffo e simpatico rispetto ai suoi predecessori, è l'attuale fidanzato di Orchidea. Va sempre a caccia di cinghiali (da lui chiamati 'cinghiagnoli') con i suoi Stivali delle Sette Leghe e ignora i bambini. La sua bibita preferita è il Blumele (che lui chiama 'Bumbomele'). Prima di lui c'erano: Orco Rubio, Orco Baleno e Orco Bruno. In genere è molto ingenuo e cade spesso nei tranelli che gli vengono fatti ma ogni tanto ragiona. Nell'ultima stagione si scopre che Orco Manno è un parente di Milo Cotogno.
Modi di dire: "Orco-sì!", "Orco-no!", a cui si aggiungono tutti i termini storpiati del "Linguaggio Orchesco"

### Cuoco Danilo
Attore: Danilo Bertazzi
Stagioni: 14-17 (2012 - 2015)
Prima apparizione: Le Ricette di Melevisione: Un dolce regale - Ultima apparizione: Le ricette di Melevisione: Il compleanno di Strillo
È il nuovo cuoco di corte esperto in ricette di Città Laggiù e di tutti i Mondi di Fiaba. Simpatico e curioso è sempre pronto ad aiutare tutti i Fantaboschini che gli chiedono favori su pietanze da preparare a patto che essi lo aiutino in cucina. Prima di lui c'erano: Cuoco Zibibbo e Cuoco Basilio. Nelle ultime stagioni, appare ogni venerdì, quando Milo è assente, con una piccola cucina mobile che porta in giro per il Fantabosco.
Modi di dire: "Per tutte le polpette quadrate!"

### Gnomo Martino
Attore: Armando Pizzuti
Stagioni: 14-17 (2012 - 2015)
Prima Apparizione: Lo gnomo postino - Ultima apparizione: Giganti in festa
È il nuovo gnomo postino del Fantabosco e arriva dal Villaggio degli Gnomi. Gli piacciono i francobolli, infatti possiede una grande collezione. È molto curioso e va sempre di corsa per consegnare posta e chiacchierare con i suoi amici del Fantabosco. Inoltre ha un grande dono, quello di percepire cosa contengono le lettere e i pacchi che consegna, ad esempio se contengono qualche brutta notizia.

### Gatta Sibilla
Attrice: Ilaria Fratoni
Stagioni: 14-17 (2012 - 2015)
Prima Apparizione: Una Gatta per la Regina - Ultima apparizione: Sogni da Orco
È una felina furba, incantatrice ed egoista e cugina del Gatto con gli Stivali; sa come ottenere le cose che vuole e alla reggia di Regina Odessa fa di tutto per non faticare. Quest'ultima la accoglierà immediatamente come gatta di corte, convinta di portarsi in casa una Fiabesca raffinata e un'amica leale. In realtà Gatta Sibilla approfitterà della vita di corte prendendone tutto il meglio ed eviterà accuratamente ogni impegno, mantenendo la libertà di entrare e uscire dal castello a suo piacimento. Tutti al Fantabosco cederanno al suo fascino che lei saprà usare solo e sempre per il suo tornaconto. Lei e Lupo Lucio erano compagni di scuola e prima di arrivare alla corte della Regina faceva parte di una compagnia teatrale.
Modi di dire: "Miao!", "Per mille vibrisse!", "Occhio di lince qualcosa non mi convince!"

### Principe Leo degli Elfi
Attore: Luca Avallone
Stagioni: 15-17 (2013 - 2015)
Prima apparizione: Leo degli Elfi - Ultima apparizione: Le ricette di Melevisone: A cena con la Principessa
È un giovane principe in cerca di fortuna arrivato al Fantabosco dal Regno delle Selve ai piedi dei Monti Azzurri per lavorare come apprendista alla corte di Re Giglio. È simpatico, generoso e coraggioso. Porta con sé un medaglione magico. Nasconde tanti segreti che nel corso delle puntate verranno svelati, infatti egli si presenta dapprima come un elfo, ma in seguito si scoprirà che è un principe.

### Principessa Belinda
Attrice: Maria Valentina Principi
Stagioni: 15-17 (2013 - 2015)
Prima Apparizione: Belinda di Mirabà - Ultima apparizione: Il potere speciale
Lontana cugina di Regina Odessa, non si comporta come una vera principessa, infatti è stata mandata al Fantabosco dal padre per farle imparare e rispettare le regole di corte da Odessa poiché erediterà il trono del suo regno, il Regno di Mirabà. È avventurosa, combattiva ed è appassionata alla lettura.

### Strega Rosarospa
Attrice: Tatiana Lepore
Stagioni: 1 (1999)
Prima apparizione: Con la carta si può! - Ultima apparizione: La Giga Brace
Strega Rosarospa è stata la prima strega del Fantabosco. Aveva una scopa che non volava, chiamata Ramazante, e cercava di rubare le ali a Fata Gaia, anche se in realtà nemmeno quelle sapevano volare. Per questo, a sua volta, Fata Gaia tentava di rubare Ramazante. Possedeva il libro degli incantesimi, aveva i capelli rossi e ricci e gli occhi grigi. Era amica di Orco Bruno, che, grande e grosso com'è, si spaventava moltissimo delle sue storie, cosa che le dava grande soddisfazione. Rosarospa rivelava che la Bibita Squisita le ispirava nuove storie tremende e personaggi orribili.
La sua ultima apparizione risale all’episodio La Giga Brace. Nell’episodio Un cappelo per tre fa la sua prima comparsa Strega Salamandra, ma non viene spiegata l’assenza di Rosarospa. In seguito, nell’episodio Fantabosco del sud, Tonio Cartonio spiega che la casa di Strega Rosarospa è stata occupata da Strega Salamandra, dopo che Lupo Lucio ha scambiato il territorio di caccia con Lupo Fosco. Si scopre poi che Strega Rosarospa è partita perché ha superato l’Esame per diventare Strega Nera, lasciando così il suo antro nel Fantabosco a Strega Salamandra.
Modi di dire: "Enonseneparlipiù!"

### Lupo Fosco
Attore: Fabio Farronato
Stagioni: 1 (1999)
Prima apparizione: Chi c'è, c'è - Ultima apparizione: Lo spaventapicchio
È stato il primo lupo del Fantabosco. Egli era simile al suo successore Lupo Lucio ma meno furbo e più ingenuo anche se in molte situazioni riusciva ad essere piuttosto sveglio. Molto rissoso e attaccabrighe, non è mai andato d'accordo con Orco Bruno (tranne sull'argomento bambini sebbene fossero in continua competizione per mangiarli). Inoltre voleva abbuffarsi di pecorelle, fagianelle, porcellini... a differenza di Lupo Lucio, non cercava di papparsi gli gnomi. Durante lo scambio di territorio ha conosciuto quest'ultimo e sono diventati amici.

### Orco Bruno
Attore: Massimo Bitossi
Stagioni: 1-2 (1999 - 2000)
Prima apparizione: Con la carta si può! - Ultima apparizione: Fantabosco Park - Puntata di partenza: Orco Baleno
È stato il primo orco del Fantabosco. È sempre stato innamorato pazzo di Fata Gaia, ma non è stato mai ricambiato. Molto più intelligente dei suoi successori, era l'unico orco a non parlare in modo estremamente sgrammaticato e anche l'unico a non fare cose da orchi. Il suo principale rivale era Lupo Fosco poiché entrambi volevano mangiarsi i bambini che arrivavano nel bosco sebbene entrambi amassero parlarne tra di loro. Si trasferisce dal Fantabosco dopo aver saputo dell'arrivo di Orco Baleno poiché non lo sopporta in quanto lo segue ovunque.

### Gazza Rubinia
Attrice: Valeria Magnoni
Stagioni: 2 (1999 - 2000)
Prima apparizione: Il tesoro di Rubinia - Ultima apparizione: I colori della Gnomentina - Puntata di partenza: Servo di due padrone
Era la prima gazza ladra del Fantabosco e vestiva sempre elegante: il suo motto era "Crock!". Prendeva e portava con sé tutte le cose luccicanti che incontrava nel suo cammino. Litigava molto spesso con Lupo Lucio e con Strega Salamandra. Dopo un anno di sosta al Fantabosco, decide di partire al caldo dei Tropici, lasciando il suo nido alla cuginetta Gazza Rubezia.
Modi di dire: "Crock!"

### Genio Abù Ben Set
Attore: Alessandro Pisci
Stagioni: 2 (1999 - 2000)
Prima apparizione: Un genio al Fantabosco - Ultima apparizione: Uno per tutti - Puntata di partenza: Vaso dolce vaso
Secondo dei ventuno fratelli geni, è stato il primo genio ad abitare nel Fantabosco. Era molto serio e severo e ogni volta che gli abitanti del Fantabosco gli chiedevano di esaudire un desiderio lui si arrabbiava dicendo che era un genio libero. Prima di arrivare al Fantabosco aveva come padrone un ladro che, per fortuna l'ha perduto nel Deserto. A causa della sua serietà ha dovuto trasferirsi nel Regno delle Fiabe per i Grandi, lasciando il suo posto come genio del Fantabosco a suo fratello minore Abù Zazà.
Modi di dire: "Assonài, masannài - Darascìri, giri giri!"

### Jolly Cembalo
Attrice: Paola Roman
Stagioni: 2-3 (1999 - 2001)
Prima apparizione: Orcorchestra - Ultima apparizione e puntata di partenza: L'arte del riso
Sebbene interpretato da un'attrice, è un maschio. Era il buffone di corte della reggia di Re Quercia; faceva sempre scherzi a chiunque, anche ai personaggi più maligni, come Strega Salamandra. Era molto legato a Tonio e Principessa Odessa; nei momenti più drammatici, Jolly Cembalo aiutava i suoi amici, ma faceva anche dell'ironia. In un episodio si scopre che ha una sorella minore di nome Matta Cembalo. È partito verso il Regno delle Fiabe del Nord per guarire il principino dalla malattia della Tristezza, ma scrive spesso a Tonio e, in seguito, anche a Milo.
Modi di dire: "Per mille maramei!", "Parola bucata di Buffone!", "Non racconto bugie, racconto balle"

### Gazza Rubezia
Attrice: Siddhartha Prestinari
Stagioni: 3 (2000 - 2001)
Prima apparizione: Servo di due padrone - Ultima apparizione: Gioco di squadra
Era la gazza cugina di Gazza Rubinia, cambiava i nomi che non ricordava (Jonny Pendolo, Principessa Ossessa, Gnoma Lilla, Antonio Cartonio). Non era né buona né cattiva, infatti spesso si alleava con i buoni e a volte con i cattivi del Fantabosco. Era avida e imbrogliona. È partita per raggiungere la cugina Rubinia.
Modi di dire: "E a me che me ne viene?", "Non ne ho neanche per me!"

### Gnoma Filla
Attrice: Elena Canone
Stagioni: 3 (2000 - 2001)
Prima apparizione: Tonio di legno - Ultima apparizione e puntata di partenza: Il lungo viaggio di Filla
Dolce gnoma, molto amica di Linfa, dalla quale ha avuto la Seggiolina della Poesia. Le gnome del Fantabosco, infatti, per antica tradizione, sanno comporre poesie e filastrocche e Filla non era da meno della sua amica. Ella era generosa, un po' ingenua, assillata dal fratello che la seguiva ovunque andasse per proteggerla dai pericoli e probabilmente aveva una cotta per Tonio. Spesso le sue filastrocche aiutavano a rispondere ai difficili quesiti della vita oppure donavano benessere a chi le ascoltava. Parte per un lungo viaggio assegnatole insieme alla Reginotta Gardenia.

### Gnomo Eco
Attore: Enrico Dusio
Stagioni: 3 (2000 - 2001)
Prima apparizione: Tonio di legno -  Ultima apparizione: Il mago delle acque - Puntata di partenza: Città Laggiù
Era il fratello gemello di Filla; il suo sogno era andare a vivere a Città Laggiù. Aveva un dono: poteva udire i suoni e i rumori da molto lontano. Andava sempre in giro con delle scarpe da ginnastica. Con il nome di Eco Rossignomi, troverà lavoro come ascensorista in un hotel di Città Laggiù, potendo così trasferirsi definitivamente. Ha fatto parte della squadra di calciopigna Gnomentina insieme agli gnomi Lampo e Ronfo e al Genio Abù Zazà.

### Orco Baleno
Attore: Massimiliano Sbarsi
Stagioni: 3 (2000 - 2001)
Prima apparizione: Orco Baleno -  Ultima apparizione: Tonio di mamma - Puntata di partenza: La sfida
È stato il secondo orco del Fantabosco. Ammiratore di Orco Bruno, è arrivato dopo la sua partenza poiché a detta sua "un Mondo di Fiaba non è completo se non c'è anche un orco". Non mangiava i bambini, ritenendoli indigesti e si nutriva prevalentemente di carne, insaccati e derivati, in quantità abnormi. Parlava usando alcuni termini contemplati soltanto nel vocabolario degli Orchidi. Ogni tanto si sforzava di dire frasi complicate ma poi era costretto a rinunciare e riassumeva tutto in una o due parole urlate. Possedeva un paio dei celebri Stivali delle Sette Leghe come i suoi successori. Dopo aver visto Fata Gaia con una lunga barba bionda a causa di un unguento stregato, si era innamorato di lei. Si è trasferito dal bosco per scappare da Orco Rubio.

### Gnomo Lampo
Attore: Lorenzo Fontana
Stagioni: 1-3 (1999 - 2001)
Prima apparizione: Con la carta si può -  Ultima apparizione: Maschi e femmine - Puntata di partenza: La terribile Baba Yaga
Era il fratello di Linfa e Ronfo. Esperto corridore, è la creatura più veloce di tutti i Regni di Fiaba. Ha lasciato il Fantabosco per salvare il principino della Terre delle Fiabe del Nord dalle grinfie della terribile strega Baba Yaga. Lascerà i suoi vecchi vestiti e una lunga lettera d'addio per i suoi fratelli. Ha fatto parte della squadra di calciopigna Gnomentina insieme al fratello Ronfo, allo Gnomo Eco e al Genio Abù Zazà.
Modi di dire: "Partenza a bombarda supercataliticaaaaaa!"

### Fata Gaia
Attrice: Simona Grosso
Stagioni: 1-4 (1999 - 2001)
Prima apparizione: Con la carta si può -  Ultima apparizione e puntata di partenza: La missione di Fata Gaia
Era la fata del Fantabosco, dolce, simpatica, golosa, per questo grassottella, e protettrice di tutte le piante e di tutti gli animali; aveva le ali che non volavano e la sua bevanda preferita era il Pioggialatte. Veniva spesso presa in giro per il suo aspetto fisico e non riusciva mai a mettersi a dieta. Ripeteva spesso la frase "Oh, beh, sai com'è". Veniva ripetutamente corteggiata da Orco Bruno e successivamente da Orco Baleno, inoltre, naturalmente, è stata fin dall'inizio rivale giurata prima di Strega Rosarospa e poi di Strega Salamandra. Qualche volta faceva la maestra alla scuola elementina del Fantabosco. Si trasferisce a Città Laggiù per aiutare a preservare l'ambiente. In un episodio si scopre che è diventata assessore comunale con lo pseudonimo di "Gaia Fatoni".
Modi di dire: "Oh, beh, sai com'è...", "Mamma natura!"

### Strega Salamandra
Attrice: Roberta Triggiani
Stagioni: 2-6 (1999 - 2004)
Prima apparizione: Un cappello per tre -  Ultima apparizione: Il vaso prezioso - Puntata di partenza: Il Re stregato
Era la strega arrivata dopo Strega Rosarospa. Avida, egoista, vanitosa, e per niente rispettosa dell'ambiente in cui viveva, Strega Salamandra era una temibile strega che colpiva, con i suoi poteri magici, qualunque malcapitato cercasse di ostacolare i suoi piani. Poteva lanciare fulmini, pietrificare, incenerire, trasformare persone in animali e i suoi filtri facevano perdere la memoria o la parola, innamorare le persone sbagliate. Salamandra desiderava molto essere la padrona del chiosco di Tonio e più volte, con una serie di imbrogli, è stata quasi sul punto di conquistarlo. Spesso incaricava Orco Rubio e Lupo Lucio di aiutarla a portare a termine alcuni suoi piani malvagi, in cambio del cibo o delle prede. È figlia di due potenti stregoni ed è stata cresciuta da una "vecchia megera". Era invidiosa della bellezza di Linfa e aveva una cotta per Principe Giglio, per questo detestava Principessa Odessa. La sua bibita favorita era la Scivolizia che chiedeva sempre con verme, mai disponibile. Dopo aver superato davanti a tutti i maghi e le streghe nere di tutti i Regni di Fiaba l'esame per diventare Strega Nera, parte per il Regno delle Fiabe delle Paludi, lasciando il suo antro a Strega Varana.
Modi di dire: "Per mille bisce secche!", "Che mi venga il colpo della Strega!"

### Genio Abù Zazà
Attore: Fabio Troiano
Stagioni: 3-6 (2000 - 2004)
Prima apparizione: Vaso dolce vaso -  Ultima apparizione: Il riso perduto - Puntata di partenza: I tre desideri
Era l'ultimo dei ventuno fratelli geni, era simpatico e scherzoso, venuto al Fantabosco per ritrovare il suo padroncino perduto. Poteva esaudire un solo desiderio al giorno, che solitamente preferiva non usare per aiutare i suoi amici, tranne che per le emergenze, ma a volte lo usava per fare cose personali. Possedeva un cobra senza veleno di nome Cobrillo. Non aveva una bevanda preferita perché gli piacevano tutte. Si era innamorato a prima vista di Fata Lina e, pur di conquistarla, la corteggiava, la aiutava in qualsiasi emergenza e la invitava ai balli del castello, senza mai essere rifiutato. Il suo predecessore al Fantabosco è stato suo fratello Abù Ben Set. Essendo stato presente quando Tonio ha perso la sua casa in un incendio, è stato proprio lui a proporre a tutti gli amici del Fantabosco di costruirgli una nuova casa sull'albero. È partito per Città Laggiù quando ha ritrovato il suo amato padroncino, lasciando il suo gilet azzurro e bianco a Lupo Lucio, il suo vaso a Orco Rubio e tre desideri sotto forma di caramelle a Milo. Ha fatto parte della squadra di calciopigna Gnomentina insieme agli gnomi Lampo, Ronfo ed Eco.
Modi di dire: "Per mille cammelli!", "Assonài, masannài - Darascìri, giri giri!"

### Nina Corteccia
Attrice: Marina Rocco
Stagioni: 4-6 (2002 - 2004)
Prima apparizione: Aiutante Cercasi -  Ultima apparizione: La scelta di Ronfo - Puntata di partenza: L'acqua bambina
Era la folletta bibitiera sostituta del chiosco e appariva solo quando Tonio (e poi Milo) non era presente, tranne alcuni casi; appariva molto spesso quando uno dei due folletti era andato a Città Laggiù. Era una grande ammiratrice di Tonio e aveva inventato una sua bibita: il Pignolato. Era molto brava nel costruire oggetti di carta. Nell'episodio speciale "I dolori di Nina" si capisce che i suoi genitori sono separati e che ha due sorelline gemelle di otto anni: Mina e Tina Corteccia. Inoltre Nina era segretamente innamorata di Ronfo, che ha incoraggiato a tentare gli esami per diventare Ambasciatore degli Animali. Grazie al successo del suo Pignolato, è partita per diventare la folletta bibitiera dell'imperatore di tutte le fiabe, per il quale lavorava Milo prima di arrivare al Fantabosco.
Modi di dire: "Bacche secche!", "Ghiande e pinoli!"

### Gipo Scribantino
Attore: Oreste Castagna
Stagioni: nella Melevisione 5-7 (2003 - 2005)
Prima apparizione: Gipo Magister - Ultima apparizione: Coccole e schiaffoni
È lo gnomo giornalista, archivista e sapiente del Fantabosco, prima faceva molto spesso visita al Fantabosco. Abita nella Torre Scribantina, dove da molti anni dirige il giornale ufficiale del Fantabosco "Il Fantabosco", vive con il quadro dell'antenato Scriba Melantone, fondatore del giornale adesso da lui diretto. Il suo inviato è il merlo Fischiolante, oltre che suo amico.
Il rapporto tra Gipo Scribantino e il bambino spettatore, definito dallo gnomo "puerillus", si è consolidato con gli appuntamenti del fine settimana degli spin-off Il Videogiornale del Fantabosco e Le storie di Gipo, programmi in cui negli anni lo gnomo ha continuato ad apparire, pur non apparendo più nelle puntate della Melevisione.
Modi di dire: "Per la barba dello Gnomo Archivista!", oltre alle molte locuzioni in latino maccheronico come per esempio "Puerillus!", "Capperorum!".

### Orco Rubio
Attore: Giuseppe Loconsole
Stagioni: 4-8 (2001 - 2006)
Prima apparizione: La sfida -  Ultima apparizione: Bagliori al castello - Puntata di partenza: L'ira di Orchidea
Era l'orco arrivato dopo Orco Baleno ed era quello più cattivo ad abitare nel Fantabosco. La sua passione preferita era sradicare gli alberi e anche per questo era sempre in contrasto con Fata Lina e non è mai andato d'accordo con Lupo Lucio. È il cugino di Orco Manno e l'ex fidanzato di Orchidea. Ha incendiato per sbaglio la vecchia casa di Tonio. Aiutava gli altri solo in cambio di cibo o barilotti di Blumele, la sua bevanda preferita. È partito per il Regno della Fiabe del Nord lasciando la sua fidanzata al Fantabosco e il suo posto a suo cugino.
Modi di dire: "Orco-sì!", "Orco-no!", a cui si aggiungono tutti i termini storpiati del "Linguaggio Orchesco".

### Gnomo Ronfo
Attore: Giancarlo Judica Cordiglia
Stagioni: 1-9 (1999 - 2007)
Prima apparizione: Con la carta si può! - Ultima apparizione: La zucca delle fiabe - Puntata di partenza: Linfa chi?
Fratello di Lampo e Linfa, era conosciuto in passato come lo "Gnomo dormiglione" del Fantabosco proprio perché dormiva sempre, andando in giro col suo inseparabile cuscino di colore giallo. A volte faceva dei sogni premonitori che gli permettevano di trovare la soluzione ai problemi. Venne eletto poi ambasciatore degli animali e per questo pose fine alla sua condizione di "dormiglione", rendendo molto orgogliosa sua sorella. Aveva anche un grande talento nel nascondere le cose, litigava spesso con Principessa Odessa ed era particolarmente affezionato alla folletta Nina Corteccia. Dopo la partenza di quest'ultima, Ronfo diventò, insieme a Linfa e a Balia Bea, il responsabile del chiosco quando Milo era assente. Ronfo si è poi spesso travestito da "Cavaliere dei Boschi" per proteggere il bosco dai malintenzionati. In seguito divenne anche Guardiacaccia di Re Quercia. Parte per esplorare i Regni di Fiaba dell'Ovest, ma finisce per trasferircisi dopo essersi innamorato di una gnomettina, che sposerà. Ha fatto parte della squadra di calciopigna Gnomentina insieme al fratello Lampo, allo gnomo Eco e al Genio Abù Zazà.
Modi di dire: "Per tutte le pisolate a testa in giù!"

### Gnoma Linfa
Attrice: Olivia Manescalchi
Stagioni: 1-10 (1999 - 2008)
Prima apparizione: Con la carta si può! - Ultima apparizione: Lupo chi legge - Puntata di partenza: Fiore con fiume, sole con seme
Era una gnoma poetessa, innamorata di Tonio Cartonio, che chiamava spesso Creatura (soprannome che usava spesso anche con gli altri personaggi), e ricambiata. Bella, dolce e intelligente, aveva sempre pronta una filastrocca o una poesia per ogni occasione. Era molto legata ai suoi fratelli Lampo e Ronfo e non si separava quasi mai da loro. Ha lasciato spesso il Fantabosco per viaggiare alla ricerca di parole nuove. Per un po' di tempo lavora alla scuola elementina del Fantabosco, inizialmente come supplente, poi come maestra e quando Milo era assente, si occupava del chiosco insieme a Ronfo. Dopo aver ritrovato il suo amato Tonio al matrimonio del fratello, decide di trasferirsi da lui a Città Laggiù, dove lo aiuterà nella sua missione e intanto continuerà a fare la maestra e tenterà di realizzarsi come scrittrice per bambini.
Modi di dire: "Ciao creatura!", "Come ti ha trattato oggi il vento?"

### Drollo
Attore: Diego Iannaccone
Stagioni: 9-10 (2007 - 2008)
Prima apparizione: L'apprendista streghino - Ultima apparizione: Fata comanda colori - Puntata di partenza: Apprendista cercasi
Era un apprendista streghino, arrivato al Fantabosco alla ricerca di un mestiere. Dapprima provava con scarsi risultati da Milo, dopo da Strega Varana che lo assunse come sguattero-apprendista streghino. Quando era da solo nell'antro, combinava sempre tanti guai. È partito per diventare l'apprendista di un potente mago.
Modi di dire: "Pensa Drollo, pensa e ripensa!", "Perfetto, padrona!... Ben pensato, padrona!"

### Cuoco Basilio
Attore: Lando Francini
Stagioni: 5-11 (2002 - 2009)
Prima apparizione: Una sorpresa per il Re - Ultima apparizione: C'è poco da ridere - Puntata di partenza: Un lupo buongustaio
È stato il primo cuoco di Re Quercia e nei Mondi di Fiaba era il migliore di tutti i cuochi. Spesso litigava con Balia Bea e Lupo Lucio, quest'ultimo sempre pronto a sbafare una delle sue prelibatezze. Era un perfezionista pignolo e preciso e quando sbagliava anche solo leggermente una delle sue ricette andava nel panico. Si è sposato con la pasticciera Cioccolinda e per questo parte dal Fantabosco lasciando il suo posto a Cuoco Zibibbo.
Modi di dire: "Sono fritto!, Sono panato!, Sono frullato!...", a cui si aggiungono metafore e parafrasi fiorite e ridondanti per descrivere i piatti: ciò che lui chiama “Convivio di uova e verdura” Balia Bea riduce spietatamente a “Frittata”.

### Re Quercia
Attore: Diego Casale
Stagioni: 5-8, 12 (2003 - 2006, 2010)
Prima apparizione: Una sorpresa per il Re - Ultima apparizione: Il vero Re
Re Quercia, detto "il Fiabesco", è l'ex sovrano del Fantabosco, re buono, ma a volte severo. Padre di Regina Odessa, vedovo di Regina Mimosa e sposato per la seconda volta con Reginotta Gardenia. Era goloso, infatti esagerava con i dolci. Chiamato dall'Imperatore di tutti i Regni di fiaba per aiutare quelli colpiti da varie disgrazie è partito lasciando il suo incarico a sua figlia Odessa e a suo genero Giglio, ma è tornato a far visita al Regno più volte durante la dodicesima stagione. Nella narrazione è stato presente anche per il matrimonio dei due. Il rapporto tra Re Quercia e il bambino spettatore, definito dal sovrano il suo "suddito preferito", si è consolidato tra la settima e l'ottava stagione con l'appuntamento settimanale de La giostra di Re Quercia.
Modi di dire: Ama ripetere la Filastrocca del Re, che è un vero e proprio motto del suo governo: "D’essere re potrà essere degno solo chi ha cuore più grande del regno. Perché il re siede nel cuore del regno se il regno siede nel cuore del re"; Formula per azionare la Giostra di Re Quercia: "Gira per gioco, Giostra dei Giorni Giro per giro quel giorno ritorni!"

### Naima del Mar
Attrice: Beatriz Luz Lattanzi
Stagioni: 12 (2010)
Prima apparizione: La stella d'oltremare - Ultima apparizione e puntata di partenza: Grotta dolce grotta
Principessa delle Isole del Sole, era una giovane capitana di un vascello, approdata sulle spiagge del Fantabosco dopo una lunghissima notte di temporale. Il suo soprannome era "Perla dei Sette Mari" e questo le fu dato dal padre perché secondo lui, era lei il suo unico tesoro. Nascondeva tanti segreti che nel corso delle puntate sono stati rivelati.
Modi di dire: "Corpo di mille corsari!"

### Orchetto Leo
Attore: Mauro Parrinello
Stagioni: 12 (2010)
Prima apparizione: Accipigna, un altro orco! - Ultima apparizione: Un drago speciale
È il nipote adolescente di Orco Manno. È stato mandato per poco tempo al Fantabosco da parte dei genitori affinché gli zii gli insegnassero le maniere orchesche: infatti Orchetto Leo  parlava la lingua dei folletti, si lavava ogni giorno e non mangiava cibi da orco. Aveva una cotta per Shirin.

### Mago Mandrago
Attore: Marco Mazza
Stagioni: 12 (2010)
Prima apparizione: La sfera di Mago Mandrago - Ultima apparizione e puntata di partenza: Il vero Re
Era un potentissimo Stregone Nero venuto dalle Terre delle Paludi per annientare il Fantabosco e privarlo di ogni felicità. Dominatore del fuoco e del ghiaccio, portava un bastone con sopra una sfera stregata. Aveva una cicatrice sulla fronte che si irritava appena contaminata da veleno di rana o rospo. Inizialmente non si alleava con Strega Varana in quanto la considerava troppo buona per i suoi piani. Viene poi sconfitto e sbaragliato definitivamente dal Fantabosco da Re Quercia costretto così ad andarsene per sempre.

### Cuoco Zibibbo
Attore: Eugenio Gradabosco
Stagioni: 12 (2010)
Prima apparizione: Un lupo buongustaio - Ultima apparizione: Teatrino Fantabosco - Puntata di partenza: Le Ricette di Melevisione - Un dolce regale
Prima di approdare al Fantabosco ha girato in lungo e in largo numerose corti, fino a divenire uno dei più rinomati cuochi dei Mondi di Fiaba. Grande esperto di arte culinaria sopraffina, era sempre pronto a soddisfare le preferenze della sua Reginetta, ma se i suoi piatti non venivano apprezzati a dovere era in grado di precipitare in un umore nero e ostile. La sua cucina era piena di utensili di ogni tipo, e la sua dispensa sempre fornita di cibi e ingredienti, dai più semplici ai più esotici, provenienti da ogni Regno di Fiaba. Era spesso in competizione con Balia Bea di cui però ammirava lo spirito pratico e il carattere solare. Il suo predecessore era Cuoco Basilio.

### Shirin Scintilla
Attrice: Valentina Bartolo
Stagioni: 9-15 (2007 - 2013)
Prima apparizione: Un regalo scintillante - Ultima apparizione: Le ricette di Melevisione: I fiori del deserto - Puntata di partenza: Una genietta al Fantabosco
Genietta Abù Elisir, detta Shirin Scintilla, era la turbolenta sorella di Genio Abù Zazà e Genio Abù Ben Set. Era arrivata al Fantabosco per imparare a comportarsi bene in vista di un suo incarico con una nuova padroncina di Città Laggiù. Poteva realizzare soltanto un desiderio al giorno che spesso usava per far dispetti, venendo poi rimproverata da Fata Lina. Shirin viveva in una lampada e aveva un debole per Principe Giglio. È partita verso Città Laggiù lasciando il posto alla sua cugina Amina subito dopo aver trovato un padroncino.
Modi di dire: "Per le perle del marajà!", "Assonài, masannài - Darascìri, giri giri!"

### Amina Lucente
Attrice: Camilla Diana
Stagioni: 15 (2013)
Prima apparizione: Una genietta al Fantabosco - Ultima apparizione: Un desiderio per tre
Cugina di Shirin Scintilla, Abù Ben Set e Abù Zazà. Arrivata al Fantabosco in seguito alla partenza di Shirin. Proveniva dai Regni delle alte montagne di ghiaccio, dove era stata mandata dai genitori per studiare. Poteva esprimere un solo desiderio al giorno. Era giocosa, birichina e amava tanto fare scherzi agli abitanti del Fantabosco. Aveva un dono: quello di poter parlare con tutti gli animali che volano. Suoi predecessori sono stati i cugini Shirin Scintilla, Abù Zazà e Abù Ben Set. Sin dall'inizio ha instaurato un rapporto solido e d'affetto con Balia Bea, la quale ha sempre espresso il desiderio di visitare il regno di Amina tanto che nell'episodio Il tappetino magico ritrova nella cantina di Milo il vecchio tappeto volante che una volta apparteneva a Strega Salamandra. La Balia, aiutata da Strega Varana, volerà nei Regni di Fiaba del Deserto, dove nel frattempo Amina è tornata a vivere insieme ai suoi genitori.
Modi di dire: "Assonài, masannài - Darascìri, giri giri!"

### Mago Misterius
Attore: Davide Nicolosi
Stagioni: 15 (2013)
Prima apparizione: Un mago e una strega - Ultima apparizione: Festa sarà
Era un abile mago prestigiatore arrivato al Fantabosco per partecipare alla Grande Festa di Tutti i Regni di Fiaba. Sapeva fare tanti trucchi eccezionali, ma nonostante ciò era interessato ad apprendere nuovi trucchi da altri maghi. Molto esuberante, era così bravo e generoso che andava d'accordo con tutti, perfino con Strega Varana.

### Fiammetta
Attrice: Giorgia Arena
Stagioni: 15-16 (2013-2014)
Prima apparizione: Le scarpe ballerine - Ultima apparizione: La festa delle Fate
Era una folletta ballerina arrivata al Fantabosco in vista della Grande Festa di Tutti i Regni di Fiaba. Apparteneva alla stirpe dei folletti luminosi e proveniva da Fiabiselva. Oltre ad essere una brava ballerina era anche calzolaia e costruiva scarpette magiche. Anche lei era più volte vittima di Lupo Lucio. Nella sedicesima stagione era solo ricorrente.

### Florimondo
Attore: Nicola Canal
Stagioni: 15-16 (2013 - 2014)
Prima apparizione: Un'impresa di Re Quercia - Ultima apparizione: Il drago ha sette teste
Era un trovatore che viaggiava instancabilmente di corte in corte attraverso tutti i Regni di Fiaba per narrare le storie di Grandi Imprese, amori, guerre, draghi, re... Prese parte anche lui alla Grande Festa di Tutti i Regni di Fiaba. Nella sedicesima stagione era solo ricorrente.

### Allegra Melodica
Attrice: Caterina Sangineto
Stagioni: 15-16 (2013 - 2014)
Prima apparizione: Una musica sincera - Ultima apparizione: Il dono di Fata Erbinia
Figlia e nipote di musicisti, era anche lei una musicista arrivata al Fantabosco per partecipare alla Grande Festa dei Regni di Fiaba. Sapeva suonare diversi strumenti musicali tra cui l'arpa e il salterio.  Nella sedicesima stagione era solo ricorrente.

## Personaggi animati

### Radio Gufo
Doppiatore: Guido Ruffa (st. 1, 3-11), Fabio Farronato (st. 2), Walter Rivetti (st. 12), Riccardo Forte (st. 13-17)
Stagioni: 1-17 (1999-2015)
È il primo personaggio importante animato. Amico prima di Tonio e poi anche di Milo, narra loro vicende che accadono nel Fantabosco tramite il "gufonotiziario" e canta canzoni. Borbotta spesso ed appartiene alla famiglia dei pennuti; è appunto un gufo.
Modi di dire: "Per tutte le valvole!", "Accendimi! Accendimi!", "Stiamo per gufare il gufonotiziario..."

### Lo specchio parlante nell’antro
Doppiatore: Riccardo Forte (st. 5-13), voce animata dal computer (st. 14-17)
Stagioni: 5-17 (2002-2015)
È uno specchio parlante al quale prima da Strega Salamandra e poi da Strega Varana viene solitamente chiesto chi sia la più bella.

### Il pozzo
Doppiatore: voce animata al computer
Stagioni: 2-17 (2000-2015)
È il pozzo oracolo parlante del Fantabosco. Molto spesso i personaggi si rivolgono a lui per risolvere i problemi.

### Drago Focus
Stagioni: 1-17 (1999-2015)
Doppiato: Guido Ruffa 
È il drago del Fantabosco. Dalla 15 stagione è animato in 3D.

### Lo Sciupafiabe
Stagioni: 1-17 (1999-2015)
È un mangia-storie, pericolosissimo per la vita dei fiabeschi. È di sicuro uno dei personaggi più temuti, o addirittura il più temuto. In una puntata si racconta la sua storia.
Questo personaggio è solo animato da un computer ed emette un verso; quindi non ha una voce. Dalla 15 stagione è animato 3D.

### Topo Torponio
Stagioni: 1-17 (1999-2015)
È il topo amico di Tonio, e in seguito di Milo, infatti, abita sotto i loro letti. Durante l'incendio della casa di Tonio, è stato la prima cosa che il folletto ha portato fuori dall'abitazione.

### Strillo
Stagioni: 8-17 (2006-2015)
È il pipistrello di Strega Varana al quale è molto affezionata. Dalla 15 stagione è animato in 3D.

### Il Portapennarelli
Stagioni: 1, 9, 16-17 (1999, 2007, 2014-2015)
È il portapennarelli di Tonio e in seguito di Milo. È un riccio, che al posto delle spine ha dei pennarelli e che si lamenta sempre quando qualcuno prende o re-infila una delle sue "spine". Spesso, quando tale azione viene annunciata, cerca di dileguarsi, senza però mai riuscirci.

### Ramazante
Stagioni: 1 (1999)
Era la scopa magica di Strega Rosarospa, non volava ed emetteva suoni strani che solo la strega capiva.

### Scopazia
Stagioni: 11-17 (2009-2015)
È la scopa parlante di Strega Varana. Non sa volare e molte volte fa scherzi alla strega.

### Mauro Gigasauro
Doppiatore: Alessandro Rossi
Stagioni: 1-17 (1999-2015)
È un gigante che abita nelle vicinanze del Fantabosco. Nonostante la sua natura di gigante, è mite e tranquillo e va d'accordo con tutti (specialmente con gli orchi). Dalla 15 stagione è animato in 3D.

### Gigante Striccafolletti
Stagioni: 5-17 (2003-2015)
Un violento e spietato gigante ricoperto di catene. Si diverte a strizzare i folletti e ciò scatena il panico nel Fantabosco. Anche dopo la sua sconfitta per mano di Mauro Gigasauro torna spesso nel regno a trovare i suoi abitanti.

### Usignolo Arcobaleno
Stagioni: 15-17 (2013-2015)
È l'uccellino di Regina Odessa. È molto colorato. Dalla 15 stagione è animato in 3D.

### Guardiano della Fiabola Magica
Stagioni: 6 (2004)
È il Guardiano della grotta che custodisce la Fiabola Magica. È doppiato da una voce computerizzata.

### Cucciolo di Maialino
Doppiatrice: Paola D'Arienzo
Stagioni: 7 (2005)
È un cucciolo di maiale capace, con un movimento di coda, di trasformare un cattivo in buono.

### Zizì Microniente
Stagioni: 1 (1999)
È un ragno che è in continuo contrasto con Mauro Gigasauro.